# 大坪清
大坪 清（おおつぼ きよし、1939年〈昭和14年〉3月15日 - ）は、日本の実業家。住友商事代表取締役副社長を経て、レンゴー代表取締役会長。関西経済連合会副会長、日本製紙連合会副会長、凌霜会理事長なども務めている。

## 来歴
大阪府豊中市生まれ。大阪府立大手前高等学校を経て、1962年（昭和37年）神戸大学経済学部卒業。住友商事に入社後「一番弱い分野」を希望し紙・パルプ課に入る。
兵庫県尼崎市にある摂津製紙（のちのセッツ。レンゴーと合併した）への出向を経て、1966年に扶桑紙業（のちの住商紙パルプ、現国際紙パルプ商事）専務取締役。
1988年マレーシアの住友商事クアラルンプール支店長。1992年（平成4年）取締役。1996年常務取締役。繊維部門本部長を経て、ロンドン駐在の欧州総支配人在任中の1999年には、バブル景気崩壊後に負債2000億円を抱えたセッツの問題で住友銀行との交渉を進め、レンゴーとセッツとの合併を実現した。2000年住友商事代表取締役副社長に昇格。
2000年レンゴー代表取締役社長。2014年から空席だった会長を兼務して代表取締役会長兼社長となる。
そのほか、関西経済連合会副会長、関西財界などが発展途上国の人材育成のために設立した太平洋人材交流センター（PREX）の会長、関西生産性本部会長、全国段ボール工業組合連合会理事長、日本製紙連合会副会長、神戸大学社会科学系の同窓会「凌霜会」理事長 等も歴任している。

## 人物
7人兄弟の4番目に生まれ、長姉から4人そろって大手前高校に進んだ。
高校、大学ではバレーボール部に所属。学生時代2年間、住友商事の女子バレー部を指導しており、美人が多かったことから住商に入社した。摂津製紙への出向で、レンゴー創業家長谷川薫の知遇を得て、レンゴー社長に招聘された。
『逆説の日本史』（井沢元彦著）から多くの示唆を得ることができるとして全巻揃えている。
孫娘は宝塚歌劇団花組男役の帆純まひろ。

## テレビ出演
- 日経スペシャル カンブリア宮殿 段ボール革命！～客が儲かる"箱"作り教えます！（2010年11月25日、テレビ東京）[16]
- 日経スペシャル 関西リーダー列伝（2022年2月27日、テレビ大阪）

## 書籍

### 著書
- 『私の経営学(6)』（著者:樋口武男 松本晃 大坪清 小林徹）（2018年9月12日、商工中金経済研究所）ISBN 9784904735367
- 『「情」の経営に「理」あり レンゴー大坪清私の履歴書』（2020年11月24日、日経BPM）ISBN 9784532176914